# Miasto gniewu (serial telewizyjny)
Miasto gniewu (ang. Crash, 2008–2009) – amerykański serial obyczajowy stworzony przez Glena Mazzara. Serial bazowany na filmie pod tym samym tytułem z 2004 roku.
Światowa premiera serialu miała miejsce 17 października 2008 roku na antenie Starz. Ostatni odcinek serialu został wyemitowany 18 grudnia 2009 roku. W Polsce serial nadawany był na kanałach Filmbox i Filmbox Extra.

## Obsada
- Dennis Hopper jako Ben Cendars
- Moran Atias jako Inez
- Clare Carey jako Christine Emory
- Luis Chávez jako Cesar Uman
- Ross McCall jako Kenny Battaglia
- Jocko Sims jako Anthony Adams
- Nick Tarabay jako Axel Finet
- Brian Tee jako Eddie Choi
- Arlene Tur jako Bebe Arcel

i inni